# The Spectacular Now
The Spectacular Now is een Amerikaanse film uit 2013. De film werd geregisseerd door James Ponsoldt en is gebaseerd op een gelijknamige roman van Tim Tharp. De film ging op 18 januari in première op het Sundance Film Festival

## Verhaal
Sutter Keely is een niet naar zijn mogelijkheden presterende middelbare scholier die leeft van het ene feestje naar het andere. Hij is sociaal en populair, maar wordt door weinig mensen serieus genomen. Hij heeft een bijbaantje in een herenkledingzaak en geen plannen voor de toekomst. Sutter vindt het leven mooi zoals het op dat moment is. In een verandering ervan ziet hij helemaal geen heil. Zijn ontkiemende alcoholprobleem en totale gebrek aan ambitie zorgen er alleen voor dat zijn vriendin Cassidy hem dumpt. Daarop drinkt hij zichzelf laveloos en valt hij in slaap op een willekeurig gazon.
De volgende morgen wordt hij wakker gemaakt door Aimee Finecky. Zij vindt hem slapend in het gras terwijl ze bezig is de krantenwijk van haar moeder voor haar te doen. Aimee is introvert, leest sciencefiction en manga's en heeft welomlijnde toekomstplannen. Ze doet haar best op school en probeert toegelaten te worden tot een universiteit. Ze heeft nog nooit een vriendje gehad. Hoewel de twee tegenpolen van elkaar zijn, hebben ze direct een klik. Sutter helpt Aimee om de krantenwijk af te maken en nodigt haar uit om samen te lunchen. Alleen waar hij zichzelf bij voorbaat al ziet als haar eerste toekomstige ex, wordt Aimee vrijwel meteen oprecht verliefd op hem. Haar vriendin Krystal waarschuwt Sutter dat hij niet lichtzinnig moet omgaan met Aimees gevoelens. Dit neemt hij ter harte.
Sutter en Aimee blijken verschillende overeenkomsten te hebben. Ze groeien allebei op bij een alleenstaande moeder. Hij omdat zijn vader en moeder uit elkaar zijn, zij omdat haar vader dood is. Daarnaast hebben ze allebei moeite om voor zichzelf op te komen tegenover hun moeders. Aimee wordt toegelaten op de Philadelphia University, maar wil afzien van studeren omdat haar moeder haar thuis wil houden. Sutter wil achterhalen waar zijn vader is, maar zijn moeder weigert hem zijn nummer te geven. De twee krijgen elkaar zover om er tegenover hun moeders voor uit te komen wat ze willen. Aimee ziet het al helemaal zitten om samen met Sutter naar Philadelphia te gaan en daar samen in een appartement te gaan wonen.
Sutters moeder blijft weigeren om hem in contact te brengen met zijn vader. Zijn oudere zus Holly geeft hem daarop met tegenzin het telefoonnummer van de man. Sutters vader Tommy praat hartelijk met hem aan de telefoon en nodigt hem uit langs te komen. Sutter gaat samen met Aimee naar hem toe. Bij aankomst blijkt dat zijn vader vergeten dat hij kwam. Hij neemt het stel daarom mee naar het café waar hij heeft afgesproken met zijn vrienden. Tijdens een openhartig gesprek blijkt dat Sutters moeder hem niet het huis heeft uitgezet, maar dat hij vertrok omdat hij vindt dat het vaderschap niets voor hem is. Tommy vertrekt na een paar pitchers bier met een vrouw en spreekt met de twee af om een uur later bij hem thuis weer bij elkaar te komen. Hij laat Sutter met de barrekening zitten. Sutter en Aimee wachten vervolgens vergeefs bij het huis van zijn vader, die niet komt opdagen. Wanneer Sutter langs de bar rijdt, ziet hij door het raam dat Tommy weer aan het bier zit met zijn vrienden.
Sutter rijdt kwaad richting huis met Aimee. Hij is boos op zijn vader en ziet zoveel overeenkomsten met zichzelf, dat hij ervan overtuigd is dat hij ook zo wordt. Hij kan niet omgaan met het begrip en de liefde die Aimee voor hem blijft tonen en zet haar uit de auto. Een tegenligger rijdt haar aan. Ze komt er vanaf met een gebroken arm, maar de gebeurtenis heeft Sutter er nog meer van overtuigd dat hij niet goed voor haar is. Na de diploma-uitreiking op school vertelt Cassidy hem dat ze liever geen contact meer met hem heeft. Daarbij verliest hij zijn werk omdat hij zijn baas niet kan toezeggen dat hij voortaan altijd nuchter naar de zaak zal komen. Aimee probeert hem te bellen voor de bus naar Philadelphia vertrekt, maar hij neemt doelbewust niet op. Teleurgesteld stapt ze alleen in.
Na een nacht drinken, rijdt Sutter de brievenbus bij het huis van zijn moeder omver. Binnen breekt hij en komt al zijn ellende eruit. Hij is ervan overtuigd dat hij een vreselijk iemand is, net als zijn vader en dat niemand van hem houdt. Zijn moeder spreekt hem tegen en overtuigt hem ervan dat niets van dit alles waar is. Volgens haar is hij de meest liefdevolle persoon die ze kent, precies het tegenovergestelde van zijn egocentrische vader. Sutter beseft dat zijn toekomst helemaal nog niet vast ligt en hij er zelf iets van kan proberen te maken. Hij rijdt naar Philadelphia en vindt Aimee op de campus bij haar school.

## Rolverdeling
- Miles Teller - Sutter
- Shailene Woodley - Aimee
- Brie Larson - Cassidy
- Masam Holden - Ricky
- Dayo Okeniyi - Marcus
- Kyle Chandler - Tommy
- Jennifer Jason Leigh - Sara
- Nicci Faires - Tara
- Ava London - Bethany
- Whitney Goin - Aimee's mom
- Andre Royo - Mr. Aster
- Bob Odenkirk - Dan
- Mary Elizabeth Winstead - Holly
- Levi Miller - Erik Wolff

## Prijzen & nominaties
De film behaalde elf filmprijzen, waaronder de Grand Jury Prize op het Sundance Film Festival voor Miles Teller & Shailene Woodley en kreeg 28 nominaties